# Galeriemethode
Die Galeriemethode ist eine Kreativitätstechnik zur Lösung von Problemen. Sie stellt eine Kombination von Einzel- und Gruppenarbeit dar. Der Name ergibt sich daraus, dass die Ergebnisse der Teilnehmer im Verlauf der Methode wie in einer Galerie aufgehängt werden und für alle sichtbar sind. Die Regeln für Gruppenbildung und Verhaltensweisen entsprechen denen des Brainstorming.
Die Methode eignet sich für Gruppen, in denen sowohl Laien als auch Profis präsent sind. Sie ist hilfreich bei Problemen, die durch sukzessives Ausschließen ungeeigneter Ansätze und gleichzeitiges Einfügen neuer Ideen im Sinne einer Kompromissfindung gelöst werden sollen. Die Methode erweist sich insbesondere bei gestalterischen Problemen als effektiv, weil die präsentierten Lösungen anschaulich dargestellt werden und sinnvoll angeordnet werden können.

## Vorgehensweise
Die Lösungsfindung geschieht in aufeinanderfolgenden Phasen. Die Dauer der einzelnen Phasen wird vorher festgelegt.
1. In der Einführungsphase stellt der Gruppenleiter das Problem dar und gibt eine Erläuterung
2. In der Ideenbildungsphase I entwirft jeder Teilnehmer eine eigene, vorurteilslose Lösung und skizziert diese.
3. In der Assoziationsphase werden alle Einzelvorschläge wie in einer „Galerie“ aufgehängt und gemeinsam diskutiert. Zweck ist es, dass sich die Teilnehmer durch ihre Ideen gegenseitig inspirieren. Hier finden auch erste Aussortierungen statt, wobei einzelne Ideenansätze in die übrigen Lösungen integriert werden können.
4. Die neuen Erkenntnisse führen in der Ideenbildungsphase II zu einer individuellen Neubewertung und Verfeinerung der verbliebenen Lösungen.
5. In der abschließenden Selektionsphase werden alle neuen Ideen von der Gruppe gesichtet und die praktikabelsten Lösungen ausgewählt.

Eine definitive Entscheidung soll und kann noch nicht fallen, da oft noch weitere Instanzen durchlaufen werden müssen. Es geht nur um die Ausschöpfung kreativer Lösungsansätze.

## Beispiel
Die Verletzungsgefahr an einer Produktionsanlage soll minimiert werden, ohne die Effizienz des Produktionsprozesses zu schmälern. Die „Laien“ sind die um ihre Gesundheit besorgten Arbeiter, die „Profis“ sind die Techniker und Betriebswirte, die die technische und finanzielle Machbarkeit im Blick haben.
Man geht davon aus, dass beide Parteien sich ergänzen, da sie unterschiedliche Erfahrungshorizonte haben. Die Arbeiter können schneller abschätzen, ob sich die  Gefahr verringern wird, die Techniker erkennen frühzeitig die logistischen und materiellen Probleme, und die Betriebswirte argumentieren aus der ökonomischen Perspektive. Im Entscheidungsprozess werden schließlich noch die Arbeitsmediziner und Sicherheitsbeauftragten eine Rolle spielen.